# Robigo i Robigus
Robigo i Robigus – w mitologii rzymskiej para bóstw (żeńskie i męskie), opiekująca się zbożem i chroniąca je przed rdzą.
Zoomorficzną postacią bóstw był lis, na którego podczas Cerealiów urządzano polowanie. Świętem poświęconym Robigo i Robigusowi były obchodzone 25 kwietnia Robigalia.